# Reeve Aleutian Airways
Reeve Aleutian Airways fue una aerolínea con sede en Anchorage, Alaska, Estados Unidos.   Dejó de operar el 5 de diciembre de 2000. 

## Historia

### Establecimiento
En febrero de 1946, Bob Reeve recibió una llamada informándole que algunos ex USAAF C-47 y Douglas DC-3 estaban a la venta (siendo el C-47 la versión militar del DC-3). Reeve compró su primer DC-3 por $20 000 con un pago inicial de $3000 y el saldo pagadero en 3 años. El costo de la conversión al estándar civil se estimó en 50.000 dólares, pero Reeve hizo el trabajo él mismo a un costo de 5.000 dólares. 
El 6 de abril de 1946 comenzó una huelga de marineros en barcos de vapor que operaban entre Seattle y Anchorage. Reeve, junto con Merritt Boyle y Bill Borland comenzaron a volar entre Seattle y Anchorage, con escalas en Juneau, Yakutat o Annette Island . Cada viaje llevó una carga completa de 21 pasajeros y tomó un promedio de 9 1⁄2 horas. En 53 días se realizaron 26 viajes de ida y vuelta. Reeve trabajaría toda la noche en las inspecciones y el mantenimiento del avión en Spokane y luego volaría de regreso a Anchorage después de haber dormido muy poco. Reeve ganó 93.000 dólares con esta actividad, suficiente para pagar el DC-3 y comprar tres más. 

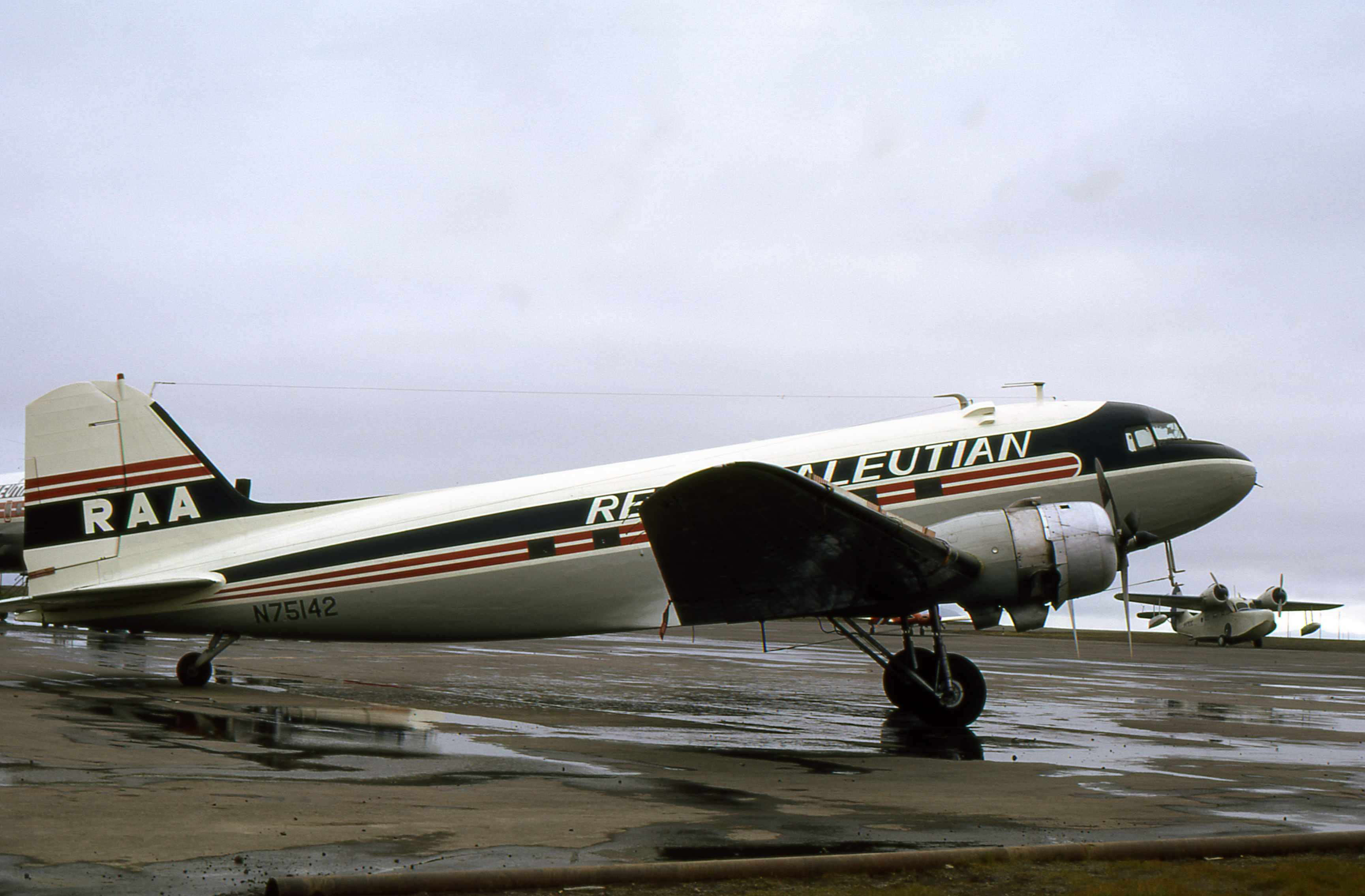
Reeve Aleutian Douglas DC-3 en Cold Bay

En julio de 1946 se compró otro DC-3 a la USAF . En el invierno de 1946-1947, Reeve solicitó a la CAA una licencia para operar en las 1783 millas (2869,5 km) discurre entre Anchorage y Attu, y en el verano de 1947 realizaba vuelos semanales por la cadena. Al cabo de un año, ya estaba realizando un servicio dos veces por semana, manteniendo ocupados los cuatro DC-3. Fue durante este tiempo que Reeve Aleutian sufrió su primer accidente. DC-3 N46567 resulta dañado en un accidente durante el despegue en Merrill Field . El avión estaba asegurado y Reeve compró un Beechcraft bimotor y un Lockheed Electra 10-B para reemplazar el DC-3, que posteriormente fue reparado y finalmente vendido 
El 24 de marzo de 1947 se incorporó Reeve Aleutian Airways. La empresa ofrecía servicios regulares y chárter en toda Alaska, a pesar de no tener un certificado CAA formal. Aproximadamente en ese momento, se ordenó a Reeve que obtuviera autorización para usar las bases de Chain en tiempos de guerra que estaba usando. Reeve voló a Washington y arrendó el campo de Dutch Harbor y adquirió permisos de aterrizaje para Kodiak, Adak y Attu. Electra NC14994 se canjeó durante 1947 y pasó a manos de Continental Airlines. 
En abril de 1948, Reeve Aleutian Airways obtuvo un certificado de aerolínea temporal de cinco años. Con la necesidad de administrar el negocio en líneas comerciales adecuadas (mantener una oficina, publicar horarios y tarifas, etc.), el Beechcraft y el Electra se cambiaron por dos anfibios Sikorsky S-43 . En octubre de 1948, Port Heiden fue desactivado, seguido de Dutch Harbour, Attu y Umnak . Reeve se hizo cargo de Umnak y cedió Attu, que no era vital para sus operaciones. Por esta época, el Servicio de Transporte Aéreo Naval comenzó a vender boletos a Adak en competencia con Reeve. Reeve fue a Washington y se reunió con Louis Johnson, quien le concedió todos los negocios de la zona. En 1948 se adquirieron otro DC-3, un Sikorsky S-43 y un Grumman G-21 Goose . 

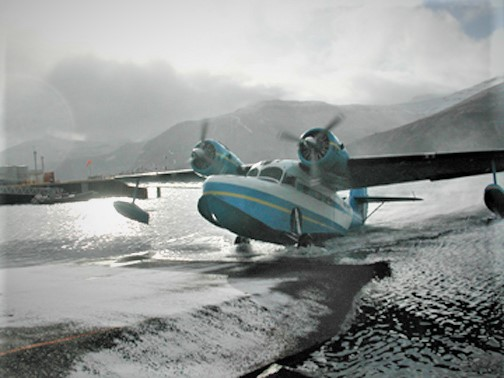
Grumman Goose de Pen-Air. Reeve vendió dos de estos aviones a Peninsula Airways (PenAir) en 1977.

En marzo de 1949, se avisó con cuatro días de antelación que Shemya iba a cerrar. Esta base era vital para Reeve, ya que era una alternativa para todo clima a Adak, Amchitka y Attu. El Noroeste también necesitaba la base en su recorrido hacia Oriente. Reeve y Croil Hunter (presidente del Noroeste) volaron a Washington para defender su caso sin éxito, pero en el camino de regreso al hotel, Reeve se reunió con el mayor general Sam Anderson, que había servido con el hermano de Reeve, Richard, y le explicó su situación con el resultado. que se convenció a los militares para que declararan el campo "militarmente deseable" y así se salvó Shemya. 
En marzo de 1950 se compró un Sikorsky S-43 con matrícula N15062. A finales de 1950, el banco se mostró reacio a prestarle más capital a Reeve. Reeve voló a Seattle en un esfuerzo por conseguir un préstamo, pero fue rechazado. Se encontró con Elmer Rasmusson, un banquero de Anchorage, mientras estaba en Seattle, y el resultado fue que Rasmusson le prestó 125.000 dólares para empezar de nuevo. El día que obtuvo el préstamo, Reeve escuchó que Pacific Airmotive, que estaba haciendo su mantenimiento, iba a cerrar en Alaska. Reeve voló de regreso a Anchorage y compró el negocio, que pasó a llamarse Reeve Airmotive.  
En 1952, se inauguró el nuevo Aeropuerto Internacional de Anchorage y todas las demás aerolíneas se trasladaron allí. La CAA iba a cerrar Merrill Field, pero fue retenido para uso de Reeve Aleutian y operadores privados. En 1953 se produjo la desactivación militar definitiva de los aeródromos de las Aleutianas. Reeve obtuvo arrendamientos sobre Shemya y Cold Bay . Shemya cerró en 1954 y todos los vuelos se cambiaron a Cold Bay. En enero de 1957, un Douglas DC-3 con matrícula N49363 se vendió a Twentieth Century Aircraft. Durante la década de 1950, St. George y Chernofski fueron servidos mediante lanzamiento aéreo, y Reeve instaló lanzadores de bombas rescatados en sus DC-3 para permitir esto. 

### Expansión
A mediados de la década de 1950, era evidente que los DC-3 no eran lo suficientemente grandes para Reeve Aleutian. Por lo tanto, se seleccionó el Douglas DC-4 para complementar los DC-3 y eventualmente reemplazarlos. El primer DC-4 de Reeve fue comprado en marzo de 1957 a Twentieth Century Airlines, que estaba cerrando. El primer vuelo programado del DC-4 fue el 12 de marzo de 1957. La ruta era Anchorage-Kodiak-Cold Bay-Adak- Amchitka -Shemya-Attu. Umnak se sirvió según lo requerido.  
En 1957, se estaba construyendo la línea de Alerta Temprana Distante, lo que supuso un auge para Reeve Aleutian. En 1957, se canjeó un S-43, se compraron dos Curtiss C-46 Commandos de Cordova Airlines y se alquiló Grumman G-21 Goose a Interior Airways. Merrill Field resultó demasiado pequeño para el DC-4, por lo que Reeve Aleutian se mudó a Anchorage International en 1958. A principios de la década de 1960, el DC-4 estaba resultando obsoleto y, por lo tanto, se compró un Douglas DC-6B en enero de 1962.

### Década de 1970

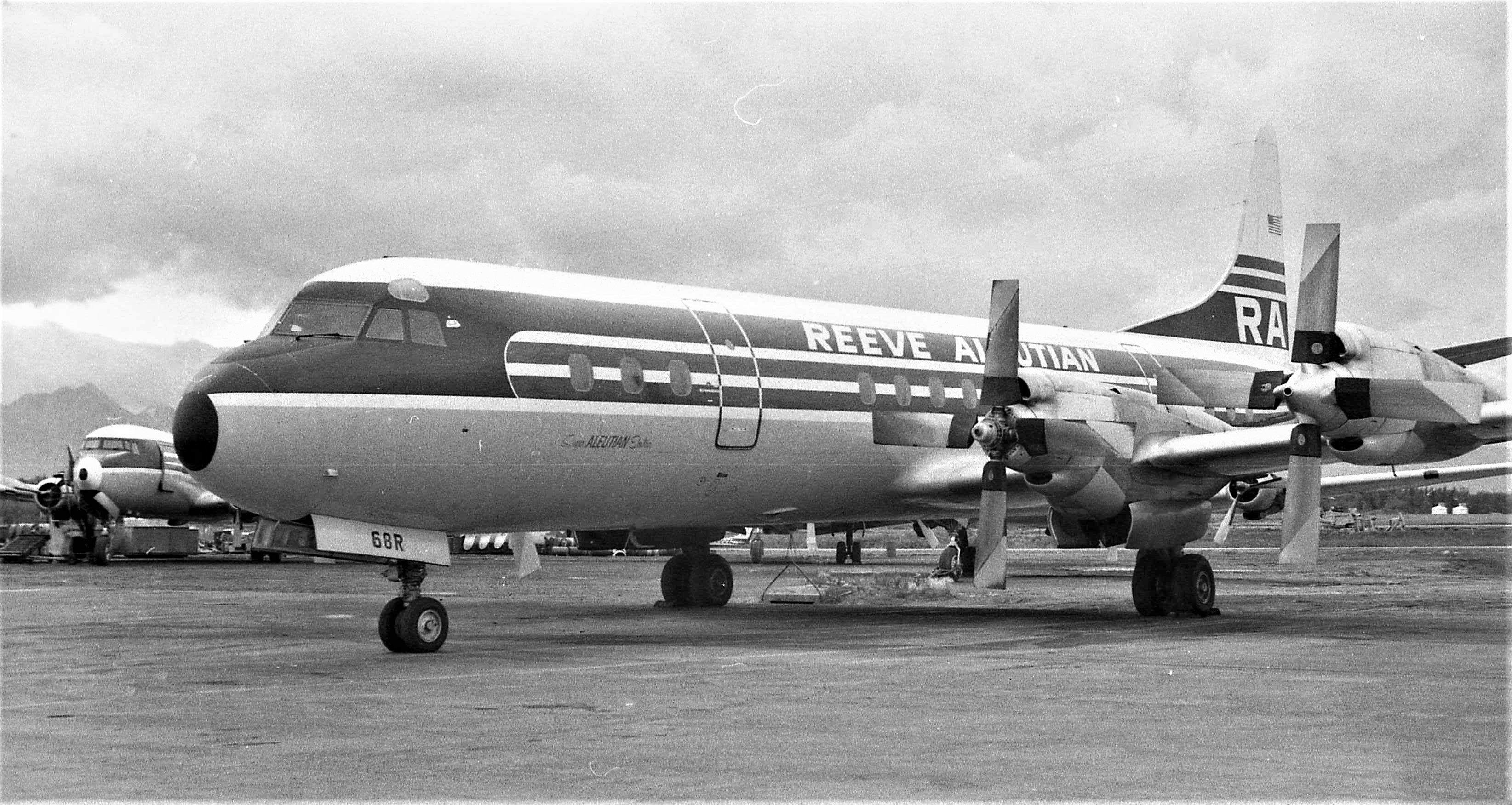
Reeve Aleutianas L-188C Electra

A finales de la década de 1960 surgió el avión turbohélice Lockheed L-188 Electra, que iba a ser la columna vertebral del negocio de Reeve Aleutian hasta que los aviones Boeing 727-100 se unieron a la flota en años posteriores. El primero se compró a California Airmotive en febrero de 1968. Con la adquisición del Electra, los DC-6 fueron retirados progresivamente del servicio de pasajeros.      
Reeve Aleutian todavía tenía DC-3 en servicio y se buscó un reemplazo. Se optó por el NAMC YS-11A y el primer avión se compró nuevo en 1972. En 1973, la CAA certificó al Electra para aterrizar en pistas de grava. 
El 11 de noviembre de 1974 se produjo un incendio en un hangar en Anchorage y dos aviones Electra fueron destruidos. En abril de 1977, los dos Gooses se vendieron a Peninsula Airways y su servicio se subcontrató para servicios fuera de Cold Bay. 
En 1979, Reeve Aleutian inició un servicio sin escalas entre Cold Bay, Alaska y Seattle-Tacoma volando el Lockheed L-188 Electra . Este servicio duró tres años y medio. Durante ese tiempo, sólo nueve de los 458 vuelos programados fueron cancelados, siete por condiciones climáticas y dos vuelos por problemas mecánicos.   

### La era del jet
En diciembre de 1983, Reeve Aleutian compró dos aviones combinados Boeing 727-22QC de Wien Air Alaska . Durante las vacaciones de Navidad de 1985, hubo una gran acumulación de correo en Seattle-Tacoma, y Reeve Aleutian contrató al USPS para aliviar la acumulación. 
La aerolínea entró en la década de 1990 con un presupuesto relativamente ajustado, con tres aviones suspendidos y uno arrendado. En agosto de 1999, Reeve Aleutian celebró un acuerdo de código compartido con Alaska Airlines en la ruta entre Seattle, Anchorage y las ciudades rusas de Petropavlovsk y Yuzhno-Sakhalinsk .     

### Fin de operaciones
Reeve Aleutian cesó sus operaciones el 5 de diciembre de 2000 y unas 250 personas fueron despedidas. Las razones dadas para esta situación incluyeron una mayor competencia y los altos precios del combustible. Al final, sólo estaban en servicio un jet propjet Lockheed Electra y un avión de pasajeros Boeing 727 .     

## Incidentes y Accidentes
Varios aviones pertenecientes a Reeve Aleutian sufrieron accidentes. 
- finales de la década de 1940. Douglas DC-3 N46567 dañado en un accidente de despegue en Merrill Field, Anchorage.
- 31 de mayo de 1958. Curtiss C-46 Commando N1302N dado de baja en Driftwood Bay, Alaska. [29]
- 24 de septiembre de 1959. Douglas DC-4 N63396 se estrelló en la isla Great Sitkin, Alaska, dejando 16 muertos. [30] [31] [32]
- 29 de mayo de 1965. "Douglas DC-3 N91016 dañado irreparablemente en Nikolski, Alaska" . [33] [34]
- 17 de febrero de 1966. Accidente del Curtiss C-46 Commando N10012 en Homer, Alaska, reparado y devuelto al servicio. [35]
- 10 de febrero de 1971. Curtiss C-46 Commando N10012 dado de baja en Nondalton, Alaska . [11]
- 22 de junio de 1972. Grumman G-21 Goose N1513V cancelado en False Pass, Alaska . [12] [13]
- 6 de noviembre de 1974. Lockheed L-188 Electra N7140C destruido por un incendio en Anchorage, Alaska. [36] [37]
- 6 de noviembre de 1974. NAMC YS-11A N172RV destruido por un incendio en Anchorage, Alaska. [36] [37]
- 16 de febrero de 1982. Accidente del NAMC YS-11A N169RV en King Salmon, Alaska . [10] [38]
- 8 de junio de 1983. Lockheed L-188 Electra N1968R, aterrizaje de emergencia del vuelo 8 de Reeve Aleutian Airways en Anchorage, Alaska, después de una separación de la hélice. Posteriormente reparado y puesto nuevamente en servicio. [39]